# Deloblepharis nigra
Deloblepharis nigra là một loài ruồi trong họ Tachinidae.